# Municipio di Coburgo
Il municipio di Coburgo (in lingua tedesca: Rathaus Coburg) si trova nel centro di Coburgo sulla piazza del Mercato. L'edificio a quattro piani mansardato con tetto a padiglione e ornato da una lanterna aperta con una cupola, è un simbolo della città.

## Storia

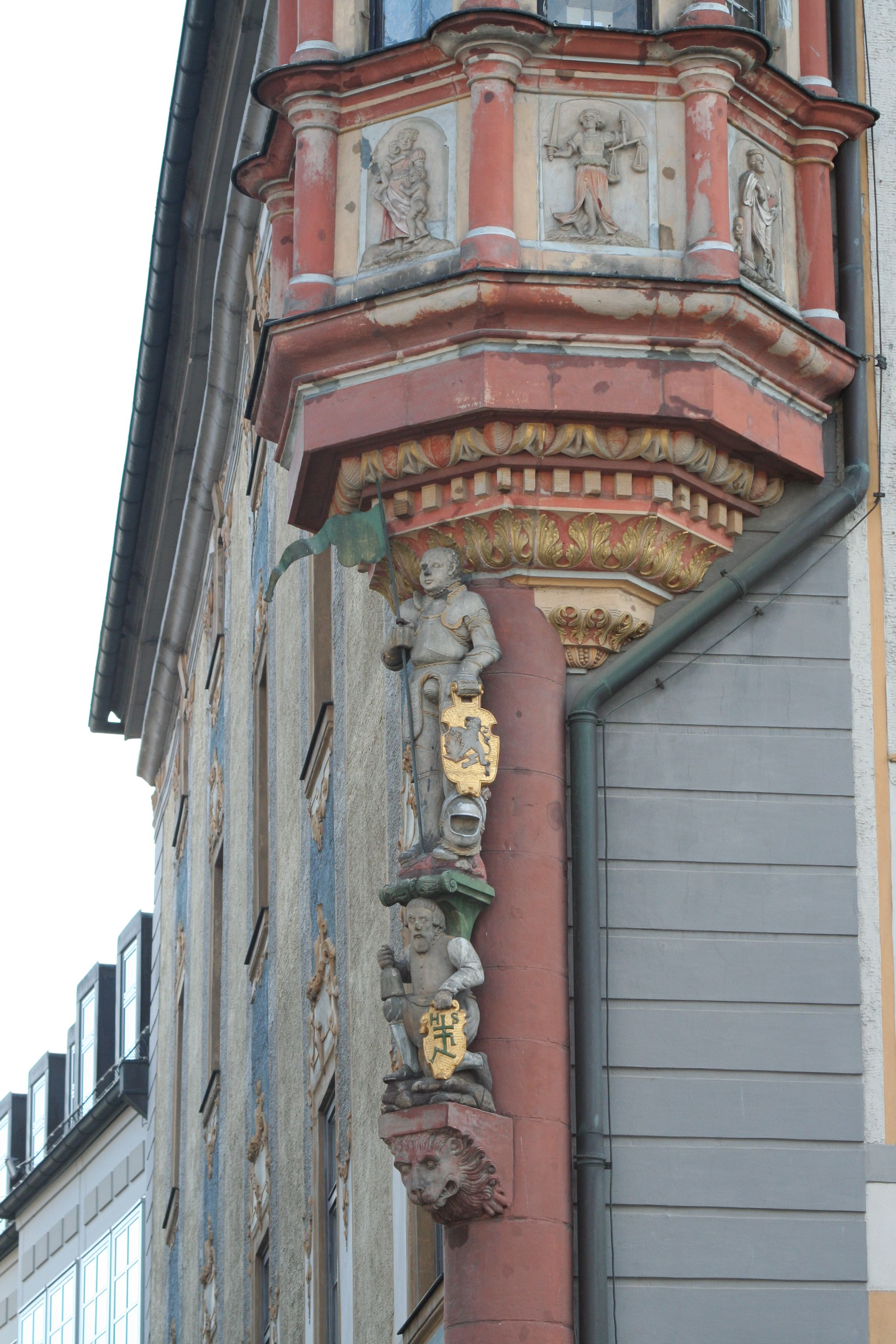
Erker, con sopra San Maurizio in armatura e sotto il costruttore Hans Schlachter

Il vecchio municipio di Coburgo si trovava nel cortile della chiesa vicino alla Morizkirche. Il nuovo municipio fu menzionato per la prima volta nel libro della città nel 1414. Fu costruito nel sud del mercato come sede del consiglio e grande magazzino. Anche gli artigiani e i commercianti avevano le loro botteghe nell'edificio tardo gotico. La cantina occidentale risale a questo periodo. Ampie estensioni e conversioni sono state realizzate nei secoli seguenti.
Dal 1577 al 1580, lo scalpellino e capomastro Hans Schlachter costruì una nuova ala orientale accanto al vecchio municipio gotico, che arrivava fino a Ketschengasse. La struttura dal tetto a due falde dell'ala est è stata datata, in modo dendrocronologico, agli anni 1577/78. Ha una lunghezza di 15 metri, un'altezza di 9,6, una lunghezza di 14,6 e una pendenza di circa 52 gradi. La costruzione è composta da 17 sezioni. Al municipio rinascimentale, un edificio a quattro piani, fu inserita una grande sala e un cosiddetto angolo di Coburgo sulla Ketschengasse, che contiene anche un ritratto di Hans Schlachter. Nel 1579, l'architetto della città di Coburgo, Paul Weißmann, completò il gruppo di edifici nel cortile con una tromba delle scale, che era dotata di una scala a chiocciola in pietra.
La successiva grande ristrutturazione fu eseguita dal 1750 al 1752. I due edifici ebbero una facciata in stile rococò con intonaco colorato e furono sistemati sotto un tetto a padiglione mansardato a tre piani. Un timpano triangolare decorato con una figura di San Maurizio, che divideva la facciata, era disposto nel mezzo dell'edificio.
L'ultima importante ristrutturazione è stata effettuata dal costruttore della città di Coburgo, Max Böhme, dal 1901 al 1904. Tra le altre cose, è stato aggiunto un ampio balcone con una balaustra, al centro dell'edificio sopra il piano terra. La facciata del piano terra, precedentemente disadorna, fu ridisegnata con nuovi elementi barocchi, e l'ingresso e una scala che conduce al secondo piano sono di recente costruzione.
Fino al 1881, il Landtag di Coburgo si incontrò nella sala del reggimento del municipio di Coburgo.
La Coburger Sparkasse, che era stata ospitata nel municipio dal 1821, nel 1936 decise di costruire un nuovo edificio. Questo doveva consistere in un edificio lungo Rosengasse, anch'esso completato nell'agosto del 1939. Inoltre, fu pianificato, in una seconda fase, di demolire l'edificio Markt 2/3 accanto al municipio con una facciata in stile rococò, il cosiddetto Nonnenmacherhaus, e di estendere il municipio con nuove sale per la Sparkasse e la polizia cittadina a Rosengasse. Secondo il progetto dell'architetto berlinese Josef Bischof, il municipio avrebbe dovuto disporre di un nuovo, uniforme e simmetrico disegno della facciata con una seconda vetrata all'angolo tra Markt e Rosengasse. Su richiesta di Adolf Hitler, il 2 marzo 1938 i piani di ristrutturazione vennero sottoposti alla Cancelleria del Reich e ricevettero la sua approvazione. Secondo i piani di Reinhard Claassen, l'erker fu dotato di rappresentazioni storiche dal 1922 al 1933 e una scultura con il "capo dei capi". Lo scoppio della seconda guerra mondiale pose fine all'attuazione di questa pianificazione.

## Caratteristiche speciali

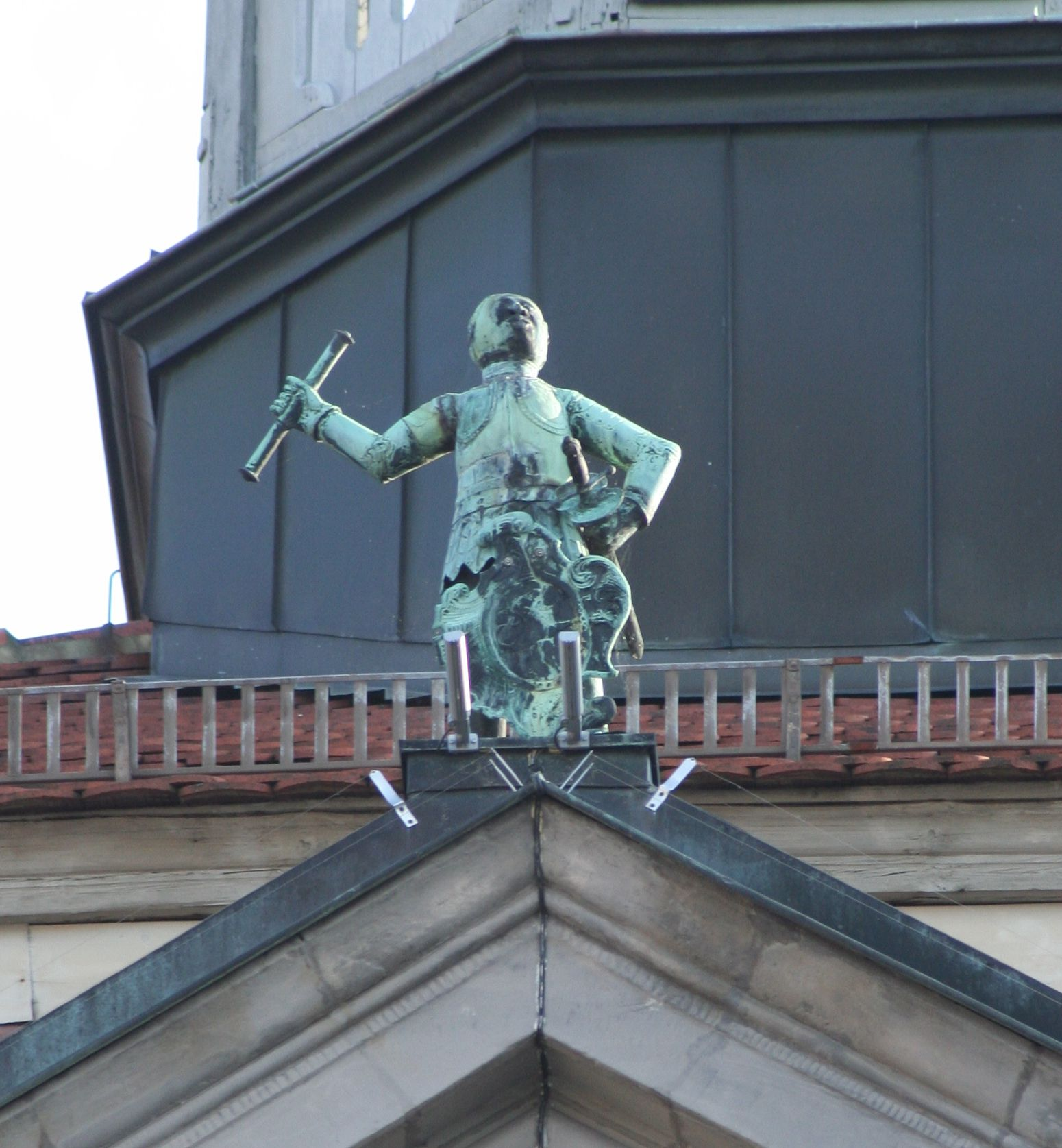
Bratwurst Mannle

Dal 1622, una scultura di San Maurizio, il santo patrono della città, ha lo scudo araldico con il leone di Meissen il bastone di maresciallo in rilievo nella mano destra sul timpano del municipio. Popolarmente, la lunghezza della bastone, di 31 centimetri, è la dimensione normale per il Coburger Bratwurst (wurstel di Coburgo), la figura è quindi chiamata Bratwurstmännle.
Al secondo piano si trova la Sala Grande, lunga 27 metri e larga 13i, la Rathaussaal, che può essere annoverata tra le più grandi sale per feste profane dell'architettura rinascimentale in Turingia e Franconia. Il soffitto con travi di legno è sostenuto, nel mezzo della sala, da tre colonne di legno intrecciate.
Il 18 gennaio 1931 la bandiera con la svastica sventolò per la prima volta in Germania in un edificio pubblico, il municipio di Coburgo.

## Utilizzo
Il sindaco di Coburgo e parti dell'amministrazione comunale hanno i loro uffici nel municipio. Le riunioni del consiglio comunale di solito si svolgono il terzo giovedì di ogni mese. Dal 1976 c'è una cantina comunale al piano terra e dal 1998 l'ufficio dell'amministrazione comunale.
Una webcam è installata in una finestra al secondo piano del municipio, e mostra una vista dal vivo della piazza del Mercato.